# Пограничный хребет
Пограни́чный хребе́т — невысокий горный хребет на Дальнем Востоке, к западу от озера Ханка, на границе России (Пограничный и Ханкайский районы Приморского края) и Китая (провинция Хэйлунцзян). Хребет входит в состав системы Восточно-Маньчжурских гор, которые часто называют Хасано-Гродековскими горами. Как и на других низко- и среднегорных грядах Хасано-Гродековской горной области, здесь преобладают горы с абсолютными отметками 600—700 м, а максимальная высота достигает 984 м выше уровня моря (Сторожевая). Здесь имеются месторождения различных полезных ископаемых: железных руд, золота, бурого и каменного углей. Со склонов хребта в озеро Ханка стекают многие небольшие, но полноводные реки (Мельгуновка, Студёная река, Коммисаровка, Винокурка, Кирпичная река, Большие Усачи и др.).

## Флора и фауна
В истоках реки Коммисаровки Пограничный хребет представляет собой обширное приподнятое плато с отметками 500—900 м ВУМ. Темнохвойные и кедрово-широколиственные леса здесь сильно разрушены вырубками и пожарами уже с середины XX века. Появление редин привлекает однако и новые виды: по данным на 2010 год эту местность, в особенности плато близ Кедровой горы, успешно заселила малая пестрогрудка (Tribura davidi). Из млекопитающих обитают волк, енотовидная собака, лисица.